# ヴォルゴグラード・アリーナ
ヴォルゴグラード・アリーナ（露: Волгоград Арена）は、ロシア・ヴォルゴグラード州の州都・ヴォルゴグラードのアリーナである。2018 FIFAワールドカップの会場として使用され、大会後はFCロートル・ヴォルゴグラードのホームスタジアムとして使用している。収容は約45000名である。

## ギャラリー

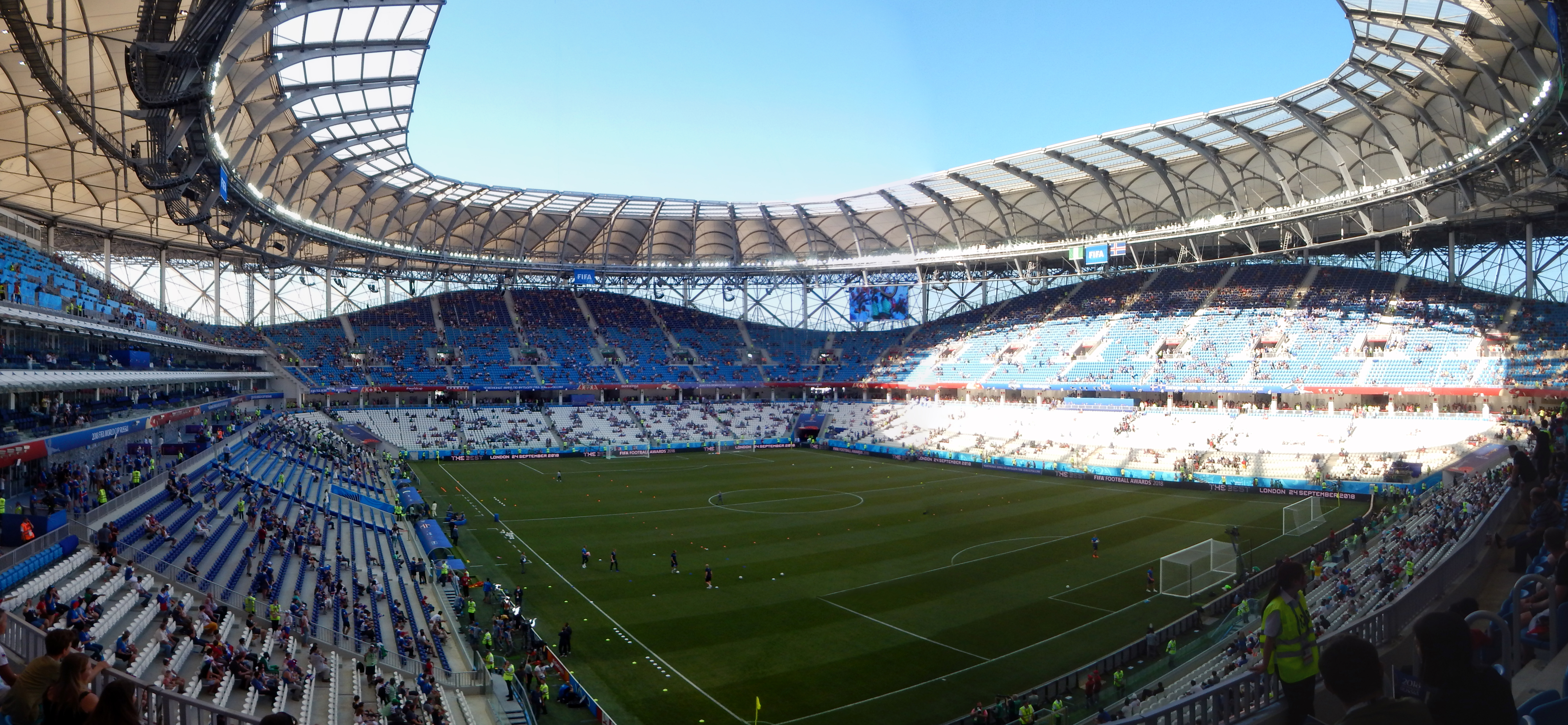
スタジアム内部
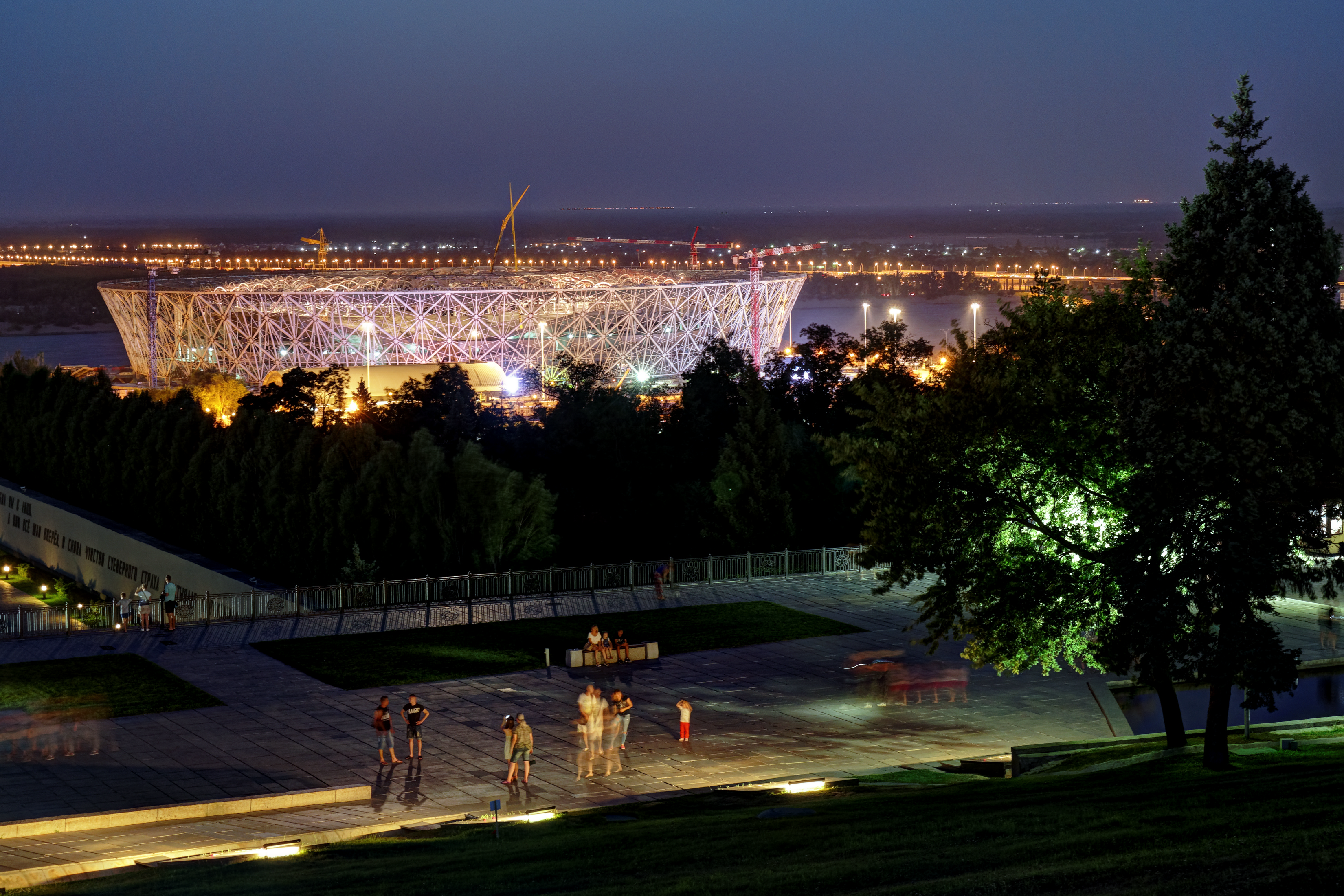

## 2018年FIFAワールドカップ
| 開催日  | 時間（UTC+3） | チーム #1      | 結果 | チーム #2    | ラウンド  | 観客   |
| ------- | ------------- | -------------- | ---- | ------------ | --------- | ------ |
| 6月18日 | 21:00         | チュニジア     | 1–2  | イングランド | グループG | 41,064 |
| 6月22日 | 18:00         | ナイジェリア   | 2–0  | アイスランド | グループD | 40,904 |
| 6月25日 | 17:00         | サウジアラビア | 2–1  | エジプト     | グループA | 36,823 |
| 6月28日 | 17:00         | 日本           | 0–1  | ポーランド   | グループH | 42,189 |